# Playa de La Gueirúa
La  playa de La Gueirúa  está en el concejo de Cudillero, en el occidente del Principado de Asturias (España) y pertenece al pueblo de Santa Marina. Forma parte de la Costa Occidental de Asturias y está dentro del Paisaje Protegido de la Costa Occidental de Asturias, estando catalogada como paisaje protegido, ZEPA y LIC.

## Descripción
Tienen una forma irregular. Su lecho es de canto rodado.
Para acceder a la playa hay que llegar a «Santa Marina» y tomar el camino más occidental y a unos 50 m se pasa delante de un chalet azul. Desde aquí sale una pista de unos 1.500 m por la que llegaremos a la playa. Junto a ella hay unas escaleras, muy cómodas de pasar, que llevan hasta la propia playa. Para andar por la playa se recomienda llevar calzado resistente a las rocas y cantos de la playa.
Hay posibilidad de llevar mascota, tiene una desembocadura fluvial y frente a ella está el «Islote de La Forcada». Las actividades más recomendadas son la pesca submarina y la recreativa a caña.